# 黑龙江省司法厅
黑龙江省司法厅是黑龙江省人民政府的组成部门、主管黑龙江省司法行政工作的省级司法行政机关。